# Unicodeblock Kyprische Schrift
Der Unicodeblock Kyprische Schrift (Cypriot Syllabary, U+10800 bis U+1083F) enthält die kyprische Schrift, eine Silbenschrift, die vom 11. bis 3. Jh. v. Chr. auf Zypern für den kyprischen Dialekt verwendet wurde, der zur arkadisch-kyprischen Dialektgruppe des Altgriechischen zählt.
| Unicodenummer   | Zeichen (400 %) | Offizielle Bezeichnung | Beschreibung                |
| --------------- | --------------- | ---------------------- | --------------------------- |
| U+10800 (67584) | 𐠀               | CYPRIOT SYLLABLE A     | Kyprisches Silbenzeichen A  |
| U+10801 (67585) | 𐠁               | CYPRIOT SYLLABLE E     | Kyprisches Silbenzeichen E  |
| U+10802 (67586) | 𐠂               | CYPRIOT SYLLABLE I     | Kyprisches Silbenzeichen I  |
| U+10803 (67587) | 𐠃               | CYPRIOT SYLLABLE O     | Kyprisches Silbenzeichen O  |
| U+10804 (67588) | 𐠄               | CYPRIOT SYLLABLE U     | Kyprisches Silbenzeichen U  |
| U+10805 (67589) | 𐠅               | CYPRIOT SYLLABLE JA    | Kyprisches Silbenzeichen Ja |
| U+10808 (67592) | 𐠈               | CYPRIOT SYLLABLE JO    | Kyprisches Silbenzeichen Jo |
| U+1080A (67594) | 𐠊               | CYPRIOT SYLLABLE KA    | Kyprisches Silbenzeichen Ka |
| U+1080B (67595) | 𐠋               | CYPRIOT SYLLABLE KE    | Kyprisches Silbenzeichen Ke |
| U+1080C (67596) | 𐠌               | CYPRIOT SYLLABLE KI    | Kyprisches Silbenzeichen Ki |
| U+1080D (67597) | 𐠍               | CYPRIOT SYLLABLE KO    | Kyprisches Silbenzeichen Ko |
| U+1080E (67598) | 𐠎               | CYPRIOT SYLLABLE KU    | Kyprisches Silbenzeichen Ku |
| U+1080F (67599) | 𐠏               | CYPRIOT SYLLABLE LA    | Kyprisches Silbenzeichen La |
| U+10810 (67600) | 𐠐               | CYPRIOT SYLLABLE LE    | Kyprisches Silbenzeichen Le |
| U+10811 (67601) | 𐠑               | CYPRIOT SYLLABLE LI    | Kyprisches Silbenzeichen Li |
| U+10812 (67602) | 𐠒               | CYPRIOT SYLLABLE LO    | Kyprisches Silbenzeichen Lo |
| U+10813 (67603) | 𐠓               | CYPRIOT SYLLABLE LU    | Kyprisches Silbenzeichen Lu |
| U+10814 (67604) | 𐠔               | CYPRIOT SYLLABLE MA    | Kyprisches Silbenzeichen Ma |
| U+10815 (67605) | 𐠕               | CYPRIOT SYLLABLE ME    | Kyprisches Silbenzeichen Me |
| U+10816 (67606) | 𐠖               | CYPRIOT SYLLABLE MI    | Kyprisches Silbenzeichen Mi |
| U+10817 (67607) | 𐠗               | CYPRIOT SYLLABLE MO    | Kyprisches Silbenzeichen Mo |
| U+10818 (67608) | 𐠘               | CYPRIOT SYLLABLE MU    | Kyprisches Silbenzeichen Mu |
| U+10819 (67609) | 𐠙               | CYPRIOT SYLLABLE NA    | Kyprisches Silbenzeichen Na |
| U+1081A (67610) | 𐠚               | CYPRIOT SYLLABLE NE    | Kyprisches Silbenzeichen Ne |
| U+1081B (67611) | 𐠛               | CYPRIOT SYLLABLE NI    | Kyprisches Silbenzeichen Ni |
| U+1081C (67612) | 𐠜               | CYPRIOT SYLLABLE NO    | Kyprisches Silbenzeichen No |
| U+1081D (67613) | 𐠝               | CYPRIOT SYLLABLE NU    | Kyprisches Silbenzeichen Nu |
| U+1081E (67614) | 𐠞               | CYPRIOT SYLLABLE PA    | Kyprisches Silbenzeichen Pa |
| U+1081F (67615) | 𐠟               | CYPRIOT SYLLABLE PE    | Kyprisches Silbenzeichen Pe |
| U+10820 (67616) | 𐠠               | CYPRIOT SYLLABLE PI    | Kyprisches Silbenzeichen Pi |
| U+10821 (67617) | 𐠡               | CYPRIOT SYLLABLE PO    | Kyprisches Silbenzeichen Po |
| U+10822 (67618) | 𐠢               | CYPRIOT SYLLABLE PU    | Kyprisches Silbenzeichen Pu |
| U+10823 (67619) | 𐠣               | CYPRIOT SYLLABLE RA    | Kyprisches Silbenzeichen Ra |
| U+10824 (67620) | 𐠤               | CYPRIOT SYLLABLE RE    | Kyprisches Silbenzeichen Re |
| U+10825 (67621) | 𐠥               | CYPRIOT SYLLABLE RI    | Kyprisches Silbenzeichen Ri |
| U+10826 (67622) | 𐠦               | CYPRIOT SYLLABLE RO    | Kyprisches Silbenzeichen Ro |
| U+10827 (67623) | 𐠧               | CYPRIOT SYLLABLE RU    | Kyprisches Silbenzeichen Ru |
| U+10828 (67624) | 𐠨               | CYPRIOT SYLLABLE SA    | Kyprisches Silbenzeichen Sa |
| U+10829 (67625) | 𐠩               | CYPRIOT SYLLABLE SE    | Kyprisches Silbenzeichen Se |
| U+1082A (67626) | 𐠪               | CYPRIOT SYLLABLE SI    | Kyprisches Silbenzeichen Si |
| U+1082B (67627) | 𐠫               | CYPRIOT SYLLABLE SO    | Kyprisches Silbenzeichen So |
| U+1082C (67628) | 𐠬               | CYPRIOT SYLLABLE SU    | Kyprisches Silbenzeichen Su |
| U+1082D (67629) | 𐠭               | CYPRIOT SYLLABLE TA    | Kyprisches Silbenzeichen Ta |
| U+1082E (67630) | 𐠮               | CYPRIOT SYLLABLE TE    | Kyprisches Silbenzeichen Te |
| U+1082F (67631) | 𐠯               | CYPRIOT SYLLABLE TI    | Kyprisches Silbenzeichen Ti |
| U+10830 (67632) | 𐠰               | CYPRIOT SYLLABLE TO    | Kyprisches Silbenzeichen To |
| U+10831 (67633) | 𐠱               | CYPRIOT SYLLABLE TU    | Kyprisches Silbenzeichen Tu |
| U+10832 (67634) | 𐠲               | CYPRIOT SYLLABLE WA    | Kyprisches Silbenzeichen Wa |
| U+10833 (67635) | 𐠳               | CYPRIOT SYLLABLE WE    | Kyprisches Silbenzeichen We |
| U+10834 (67636) | 𐠴               | CYPRIOT SYLLABLE WI    | Kyprisches Silbenzeichen Wi |
| U+10835 (67637) | 𐠵               | CYPRIOT SYLLABLE WO    | Kyprisches Silbenzeichen Wo |
| U+10837 (67639) | 𐠷               | CYPRIOT SYLLABLE XA    | Kyprisches Silbenzeichen Xa |
| U+10838 (67640) | 𐠸               | CYPRIOT SYLLABLE XE    | Kyprisches Silbenzeichen Xe |
| U+1083C (67644) | 𐠼               | CYPRIOT SYLLABLE ZA    | Kyprisches Silbenzeichen Za |
| U+1083F (67647) | 𐠿               | CYPRIOT SYLLABLE ZO    | Kyprisches Silbenzeichen Zo |